# Армянский национальный комитет Америки
Армянский Национальный Комитет Америки (англ. Armenian National Committee of America) — крупнейшая и наиболее влиятельная армяно-американская организация в США, занимающаяся общественной деятельностью и правительственными отношениями. АНКА является главным представителем армянского народа в США, защитником её национальных интересов, представляя её на местном, региональном и федеральном уровнях.

## История
Армянский Национальный Комитет Америки был основан после Первой мировой войны Вааном Кардашяном, бывшим консулом Османской империи в Вашингтоне, в 1918 году под названием Американский Комитет в поддержку Независимости Армении (АКНА). Многие политические деятели США, такие как Джэймс Герард, посол США в Германии, сенатор Генри Лодж, Чарльз Хьюз, занявший впоследствии должность главного судьи Верховного суда США, Элиу Рут и другие видные деятели приняли активное участие в создании организации. Целью АНКА была борьба за независимость Армении и признание её в границах, предложенных президентом США Вудро Вильсоном. Организация имела в своём распоряжении центральный офис в Нью-Йорке, а также 23 региональных офиса в 13 разных штатах.
Позже эти офисы были реорганизованы в Армянский Национальный Комитет Америки, которая расширила свою деятельность, участвуя в политической жизни США, представляя интересы армянских граждан США в вопросах государственной политики, таких как признание Геноцида армян.

## Текущая деятельность
АНКА принимает активное участие в различных сферах политической и образовательной деятельности, включая:
- Разработку законодательных актов, осуждающих Геноцид армян на местном, региональном, федеральном и международных уровнях. Привлечение внимания к нарушениям, а также правам армянского народа на самоопределение. Также активно продвигаются вопросы усиления Армении в качестве безопасного, процветающего и демократического государства, поддержка права непризнанной Нагорно-Карабахской Республики на самоопределение в пределах безопасных границ.
- Участие в американском избирательном процессе на федеральном, штатном и местном уровнях.
- Издание ряда трудов, посвящённых вопросам Геноцида армян, обстановке вокруг Нагорно-Карабахской Республики и Азербайджана. Издание образовательных пособий.

Помимо штаб-квартир АНКА, расположенных в Вашингтоне, есть также два центральных региональных офиса в Нью-Йорке и Лос-Анджелесе, а также более пятидесяти местных представителей и тысячи активистов, сотрудничающих с огромнейшей сетью армянских национальных комитетов в Армении, России, Франции, на Ближнем Востоке, в Канаде и Австралии.
C начала 1990-х годов, АНКА выступал за 907-ю поправу, запрещающую любую прямую помощь США правительству Азербайджана, что сделало Азербайджан единственным государством на постсоветском пространстве, лишённым возможности получать прямую поддержку от США в соответствии с Актом о поддержке экономической и политической стабильности.
АНКА был одним из основных организаций, поддержавших 106-ю резолюцию США, которая обязывала США признать Геноцид армян, учинённый Османской империей в ходе Первой мировой войны.
К примечательным достижениям АНК относятся подготовка и проведение закона о преподавании курса истории Геноцида армян в общеобразовательных школах штата Калифорния, а также финансирование производств кинофильмов о геноциде. Различного рода демонстрации, пикеты, а также другие публичные мероприятия, проведённые в связи с осуждением Геноцида армян в Турции и Азербайджане, блокады Нагорно-Карабахской Республики и Советской Армении.

## Структура
Имеет два основных региональных отделения — Восточный и Западный Совет директоров осуществляет руководство на федеральном уровне, региональные советы на уровне регионов. АНК имеет конторы с профессиональными служащими в Вашингтоне, Бостоне, Лос-Анджелесе, Сан-Франциско и Фресно.
| Западный совет Штаб-квартира Западного совета АНКА расположена в Глендейле (Калифорния). - Бербанк (Калифорния) - Долина Кресцента (Калифорния) - Фресно (Калифорния) - Глендейл (Калифорния) - Хьюстон (Техас) - Лос-Анджелес (Калифорния) - Ориндж (Калифорния) - Торранс (Калифорния) - Пасадина (Калифорния) - Портленд (Орегон) - Сакраменто (Калифорния) - Сан-Диего (Калифорния) - Сан-Фернандо (долина, Калифорния) - Область залива Сан-Франциско (Калифорния) - Долина Сан-Габриэль (Калифорния) | Восточный совет Штаб-квартира Восточного совета АНКА расположена в Уотертауне (Массачусетс). - Олбани (Нью-Йорк) - Атланта (Джорджия) - Чикаго (Иллинойс) - Кливленд (Огайо) - Клинтон (Айова) - Детройт (Мичиган) - Форт-Лодердейл (Флорида) - Гранит-Сити (Иллинойс) - Вашингтон (округ Колумбия) - Хартфорд (Коннектикут) - Индианаполис (Индиана) - Литл-Рок (Арканзас) - Лоуэлл (Массачусетс) - Нью-Йорк (Нью-Йорк) - Ниагара-Фолс - Окала - Филадельфия - Питтсбург - Провиденс - Расин - Дарем - Ричмонд - Риджфилд - Спрингфилд - Сент-Луис (Миссури) - Уотертаун - Вустер |